# DL Tauri
DL Tauri är en ensam stjärna belägen i den norra delen av stjärnbilden Oxen. Den har en skenbar magnitud av ca 13,1 och kräver ett kraftfullt teleskop med kamera för att kunna observeras. Baserat på parallax enligt Gaia Data Release 3 på ca 6,25 mas, beräknas den befinna sig på ett avstånd på ca 522 ljusår (160 parsek) från solen. Den rör sig bort från solen med en heliocentrisk radialhastighet på ca 17 km/s.

## Egenskaper
DL Tauri är en orange till röd stjärna före huvudserien av spektralklass K7. Den har en massa som är lika med ca 0,72 solmassa och utsänder energi från dess fotosfär motsvarande ca 0,68 gånger solen vid en effektiv temperatur av ca 4 100 K. Stjärnan är delvis skymd av ett gasmoln i förgrunden som är rikt på kolmonoxid, och samlar fortfarande massa och producerar 0,14 gånger solens strålning på grund av frigörande av ansamlingsenergi.  Stjärnspektrat visar linjerna av joniserat syre, kväve, svavel och järn.

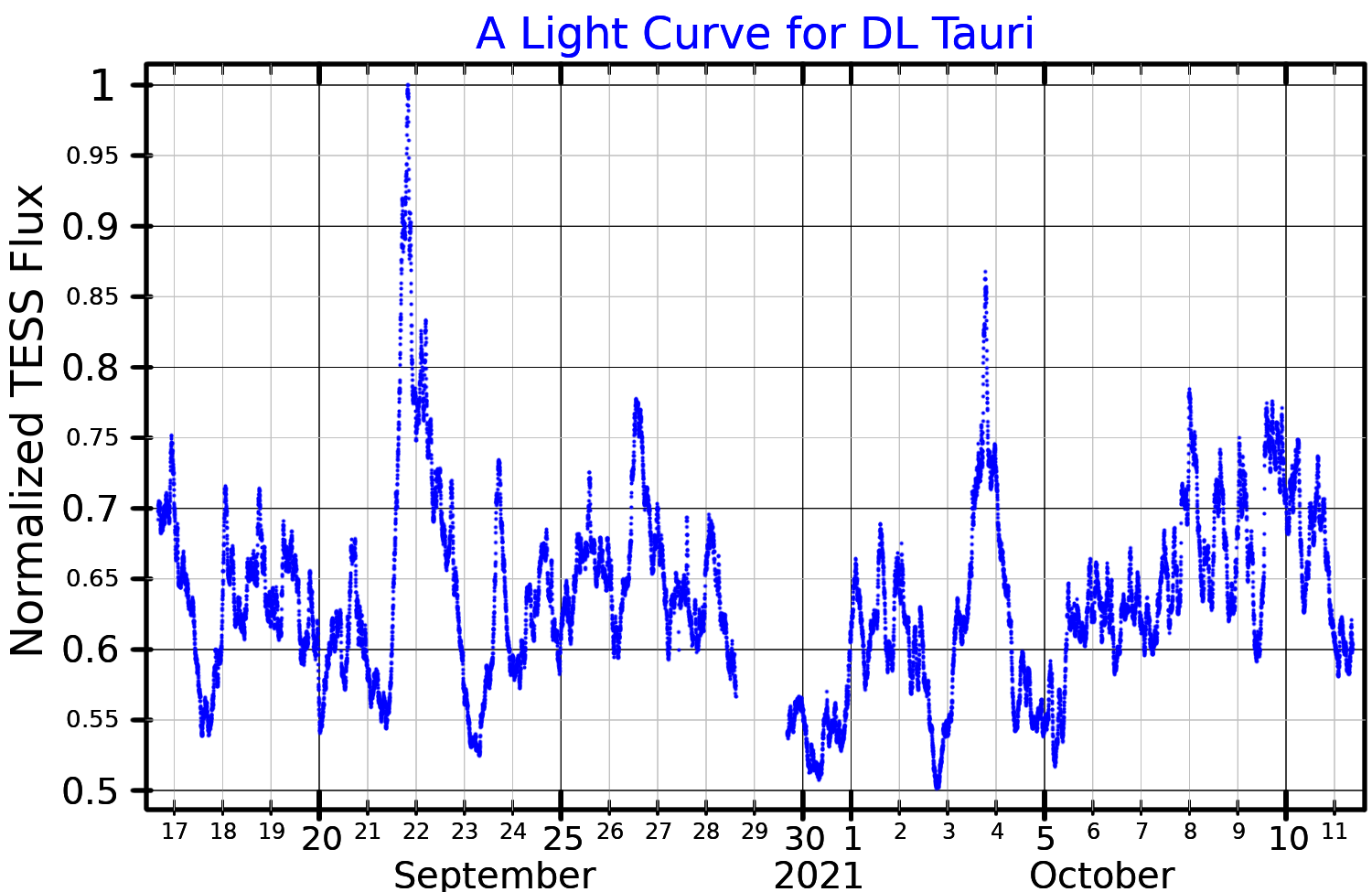
Ljuskurva för DL Tauri, plottad från TESS-data

Stjärnan är omgiven av en massiv (0,029 ± 0,003 solmassa) protoplanetarisk skiva, som är omfattande men ändå relativt tillplattad och rik på stora korn, vilket tyder på ett långt utvecklat tillstånd. Med en massa så här massiv kan skivan möjligen bilda en brun dvärg. Skivans area cirka 100 AE från stjärnan kan vara på gränsen till gravitationsinstabilitet. Skivan har flera stoftringar med dåligt upplösta mellanrum med en utbredning mellan 8 och 520 AE från stjärnan och en lutning av 44,33 ± 0,16° mot siktlinjen från Jorden.

### Misstänkt planetarisk följeslagare
Objektet 2MASS J04333960+2520420, betecknat DL Tau/cc1 2008, är en misstänkt superjupiter exoplanet med en massa på cirka 12 jupitermassor på en troligen bunden omloppsbana kring DL Tauri. Objektet är antingen en sub-brun dvärg eller en lågmassa brun dvärg eller till och med en låg massa ultrakall röd dvärg om den är starkt beslöjad av ackretionsskivan, vilket inte är ovanligt för de unga stjärnsystemen.